# Fury River
Pour plus de détails, voir Fiche technique et Distribution.
Fury River est un film américain de Jacques Tourneur et George waGGner, sorti en 1961.

## Synopsis
Les aventures du Major Rogers et de ses hommes pendant la Guerre de la Conquête.

## Fiche technique
- Titre original : Fury River
- Réalisation : Jacques Tourneur et George vaGGner
- Scénario : Gerald Drayson Adams, Antony Ellis, Sloan Nibley, George Waggner, d'après le roman Northwest Passage de Kenneth Roberts
- Direction artistique : William A. Horning, Merrill Pye
- Décors : Henry Grace, Richard Pefferle
- Photographie : Harkness Smith, Harold E. Wellman
- Son : Franklin Milton
- Montage : Ira Heymann, Frank Santillo (en)
- Musique : Raoul Kraushaar
- Production : Adrian Samish
- Production exécutive : Samuel Marx
- Société de production : Metro-Goldwyn-Mayer
- Société de distribution : Metro-Goldwyn-Mayer
- Pays d’origine :  États-Unis
- Langue originale : anglais
- Format : noir et blanc — 35 mm — 1,37:1 — son Mono
- Genre : Film d'aventures historiques
- Durée : 74 minutes

## Distribution
- Keith Larsen : Major Robert Rogers
- Buddy Ebsen : Sergent Hunk Marriner
- Don Burnett : Enseigne Langdon Towne
- Philip Tonge : Général Amherst
- Larry Chance : Black Wolf
- Luis Van Rooten : Duren
- Denny Miller : Cooper
- Paul Picerni : Guy Perro

## Production
- Il s'agit du regroupement pour le cinéma de 3 épisodes de la série « Northwest Passage » tournés pour la télévision américaine, "The Vulture", réalisé par Jacques Tourneur et "Stab in the Back", "Fight at the River" réalisés par Gorge waGGner. Cette version cinéma était destinée au marché européen.
- Un regroupement similaire a été fait pour Passage secret et Frontière sauvage.

## Autour du film
- Le même roman avait inspiré le film Le Grand Passage (Northwest Passage) de King Vidor, avec Spencer Tracy.